# Aberdeen, Maryland
Aberdeen är en ort i Harford County i delstaten Maryland, USA.